# Ивон, Роберт Петрович
Роберт Петрович Ивон (17 января 1937, Затон, Северная область — 19 ноября 2020) — полковник в отставке, командир Группы «А» в 1977 году.

## Биография
Родился 17 января 1937 года в деревне Затон Северной области (ныне — Архангельская область). В 1954 году поступил в Калининградское военное пограничное училище. После его окончания в 1957 году был направлен в Отдельный офицерский батальон Управления коменданта Московского Кремля. Непродолжительное время был командиром взвода Отдельного полка специального назначения (ныне Президентский полк). Вследствие хрущевского сокращения Вооружённых Сил переведён в Отдельную мотострелковую дивизию особого назначения (ОМСДОН) МВД.
В 1961 году подал рапорт о переводе в КГБ СССР. Был зачислен в 7-е управление, где до прихода в «Альфу» прошёл путь от рядового сотрудника до начальника 10-го отделения 5-го отдела. Входил в десятку лучших многоборцев ведомства.
В Группе «А» — с момента создания 29 июля 1974 года, был назначен заместителем начальника. До утверждения в должности командира Героя Советского Союза В.  Д. Бубенина активно участвовал в разработке нормативных документов, регламентирующих деятельность подразделения, и в комплектовании его личным составом.
В апреле—ноябре 1977 года — командир Группы «А».
17 декабря 1976 года участвовал в сопровождении и обмене в Цюрихе (Швейцария) советского диссидента Владимира Буковского на генерального секретаря компартии Чили Луиса Корвалана.
Участвовал в нейтрализации террориста Юрия Власенко, проникшего 28 марта 1979 года на территорию американского посольства в Москве и угрожавшего привести в действие самодельное взрывное устройство.
В 1984 году назначен начальником отдела Службы ОДП 7-го управления КГБ. В 1991 году по выслуге лет уволился из органов госбезопасности в звании полковника.
В 1990-х годах возглавлял Фонд социальной поддержки ветеранов подразделений специального назначения, правоохранительных органов и спецслужб «Благородство и Вера». 21 мая 1999 года избран председателем ЦК Общероссийского профсоюза работников негосударственных организаций безопасности и находился на этой должности до 29 мая 2003 года.
На протяжении многих лет являлся вице-президентом и членом Совета Ассоциации ветеранов подразделения антитеррора «Альфа».
Скончался 19 ноября 2020 года после продолжительной болезни.

## Награды
Награждён орденом Красной Звезды, двенадцатью медалями. Почетный сотрудник госбезопасности.